# قانون اساسی ایسلند
قانون اساسی ایسلند (ایسلندی: Stjórnarskrá lýðveldisins Íslands "قانون اساسی جمهوری ایسلند") قانون عالی ایسلند است.این قانون شامل ۸۰ مقاله در هفت بخش می‌باشد و در آن شیوه رهبری بر این کشور تنظیم و حقوق اساسی و انسانی شهروندان تعیین شده است. قانون اساسی فعلی برای اولین بار در ۱۷ ژوئن ۱۹۴۴ تصویب و از آن زمان تاکنون هفت متمم به آن اضافه شده است..